# Provencia
Provencia est une société franchisée indépendante du groupe Carrefour, implantée en région Rhône-Alpes. Son siège social est à Annecy en Haute-Savoie.

## Histoire

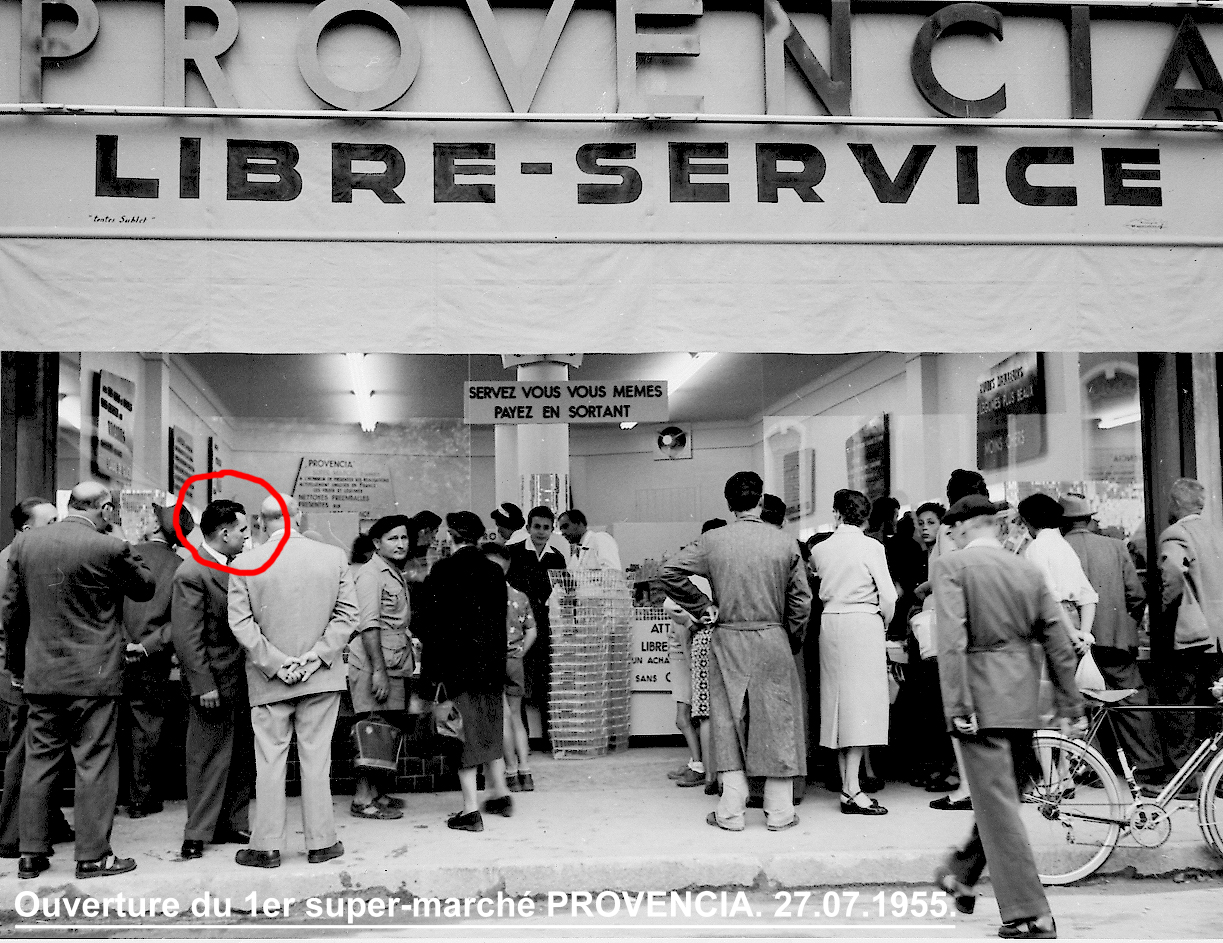
Ouverture du premier supermarché Provencia libre-service créé par Fernand Ghigou le 27 juillet 1955 à Annecy.

La création de Provencia remonte au 27 juillet 1955 à Annecy avec l'inauguration du premier supermarché libre-service à l'angle des rues Vaugelas et Président Favre.

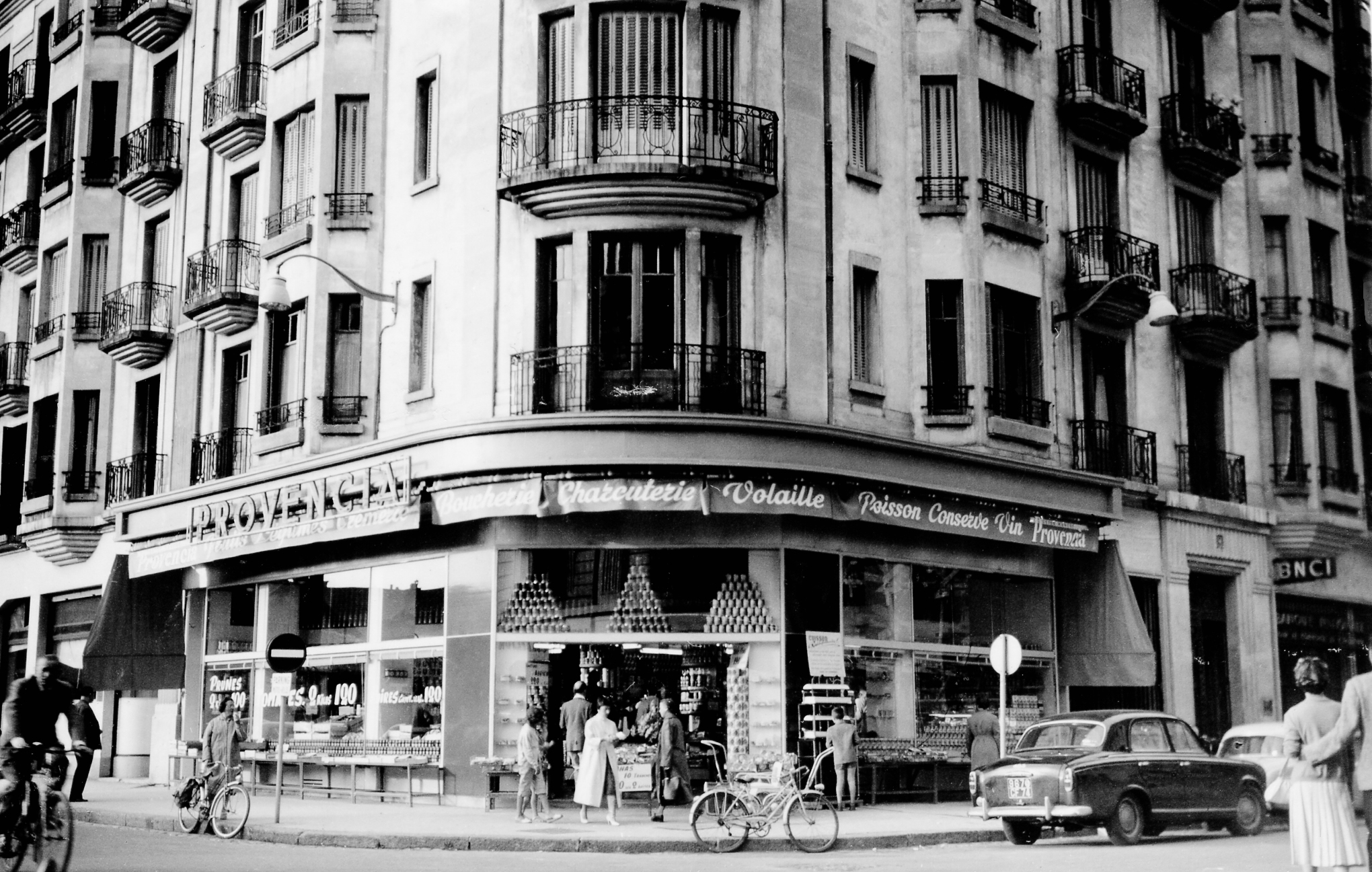
Ouverture du second supermarché Provencia au quartier de la Poste en 1960 à Annecy.

Fernand Ghigou inaugure un second Provencia en 1960, à l'angle des rues des Glières et Saint-François de Sales près de la nouvelle poste.
En 1962, sont dessinés les plans d'une troisième unité dans le quartier de Novel. Malheureusement, Fernand Ghigou atteint de graves problèmes de santé se voit contraint de vendre la société Provencia à Gustave Rosnoblet en 1963. Gustave Rosnoblet et son fils Roger vont contribuer à développer le groupe à partir de cette troisième surface inaugurée en 1965.
Dans les années 1970, l'entreprise fonde sa différence sur des partenariats avec des producteurs régionaux et adopte sa communication sur le slogan « Être du pays fait notre différence ». Le groupe ouvre huit supermarchés et ses deux premiers hypermarchés (Cluses et Margencel), et en 1975, il s'adosse avec ses dix magasins à la centrale de distribution du Groupe Promodès.
Après une décennie de consolidation, le groupe va connaître une nouvelle expansion dans les années 1990, avec de nouveaux magasins et des agrandissements (Tullins, Groisy, Belley, Crémieu et Ferney-Voltaire). Après celui de Voiron, les hypers de Cluses et Margencel passent sous l'enseigne Continent. En 1995, le groupe acquiert cinq autres magasins dans le Pays de Gex.
À partir de 1999, il engage un programme de rénovation et à la suite de la fusion Carrefour-Promodès, tous les magasins passent à l'enseigne « Champion » ou « Carrefour ».
Le groupe ouvre deux nouveaux supermarchés en 2002, et en achète un à Ugine en 2004. En 2006, Provencia possède trois magasins (Rumilly (Haute-Savoie) - Annecy Novel (Haute-Savoie) - Morestel (Isère)) sous l'enseigne Ed.
En avril 2006, le groupe lance un cybermarché, Provencia shop, avec un service de livraison à domicile sur trente communes de la région d'Annecy.
L'année suivante, il ouvre un Champion à Cruseilles et un autre magasin à La Rochette, et agrandit le Champion de Douvaine. Un nouveau magasin Ed est acquis à Bonneville, premier de cette enseigne à être équipé d'une station pour le carburant. L'ouverture en décembre 2007 d'un magasin Ed à Aime marque le quarantième magasin du groupe.
L'agrandissement et le réaménagement de ses magasins se poursuivent en 2008 : Agrandissement du magasin Carrefour de Cluses (Haute-Savoie) et du magasin Carrefour de Voiron (Isère), remodeling du magasin Champion de Thonon-les-Bains (Haute-Savoie) et du magasin Champion de Gex (Ain), cession du magasin Champion d'Annemasse (Haute-Savoie) au groupe Carrefour. Déménagement du Provencia shop de Douvaine (Haute-Savoie) à Thonon-les-Bains (Haute-Savoie). Le cybermarché Provencia-shop.com livre maintenant les produits surgelés (flux froid négatif) complétant la gamme.
À partir de novembre 2008, les supermarchés Champion passent à l'enseigne Carrefour Market (Douvaine (Haute-Savoie), Tullins (38) et Saint-Jeoire-Prieuré (Savoie), tandis que l'Hyper Champion de Ferney-Voltaire (Ain) devient Carrefour en octobre 2009. Désormais l'ensemble des magasins du groupe sont à l'enseigne Carrefour ou Carrefour Market.
En mars 2010, Provencia ouvre un point retrait "Drive" de marchandise sur une aire d'autoroute (l'aire des ponts de la caille sur A41 Nord) en collaboration avec la société Adelac concessionnaire du tronçon autoroutier.
En 2011, Provencia achète le magasin Carrefour Market d'Amancy (Haute-Savoie) et ouvre un nouveau magasin à Chamonix, premier magasin d'altitude du Groupe et 35e du groupe.
En 2012, Provencia ouvre un Drive accolé au magasin de Voiron, c'est le premier Drive Carrefour du Groupe. Fin 2012, le groupe emploie près de 3000 salariés et travaille avec 240 producteurs locaux et régionaux.
En 2013, transfert du magasin Carrefour Market de Divonne-les-Bains (Ain).
En 2014, Le groupe arrête en février le service "Provencia Shop".
En juin 2015, ouverture d'un troisième Drive au Carrefour Market de La Rochette (Savoie), c'est le premier au format Carrefour Market.
Achat d'un 36e magasin en octobre, le Carrefour Market de Samoëns en Haute-Savoie.
En 2016, achat d'un 37e magasin en avril, le Carrefour Market des Rousses (Jura), c'est le premier magasin dans le Jura, achat d'un 38e magasin en novembre, le Carrefour Market de Bons-en-Chablais (Haute-Savoie). Le Groupe a entamé un vaste programme de remodeling intérieur et extérieur de ces magasins Carrefour Market : Groisy (Haute-Savoie), Albertville (Savoie), Saint-Clair-de-la-Tour (Isère), Annecy-le-Vieux (Haute-Savoie).
En 2017, le magasin de Belley dans l'Ain devient un hyper à l'enseigne Carrefour, il possède maintenant un Drive. Achat du 39e magasin en mai, le Carrefour de Bellegarde-sur-Valserine dans l'Ain. Construction du 40e magasin du Groupe, ouverture du Carrefour Market d'Évian-les-Bains en Haute-Savoie.
En 2018, création du 41e magasin du Groupe, ouverture du Carrefour Market de Crolles en Isère (département).
En 2019, création de deux sites de commerce en ligne https://provencia.shop et : le premier propose le retrait en magasin dans l'ensemble des magasins du groupe ou de la livraison à domicile pour des produits volumineux. Provencia.SHOP et le deuxième est une boucherie en ligne l'Atelier de Gustave. Provencia propose un concept de panier bio dont l'origine est 100 % française et ce toute l'année.
En 2020, le magasin de Culoz est cédé au Groupe Carrefour. 40 magasins.

## Chiffres
- Établissements (2020)[3] :
  - 34 supermarchés Carrefour Market
  - 6 hypermarchés Carrefour
  - 5 Drives Carrefour : Belley, Crémieu, La Rochette, Margencel et Voiron
  - 2 sites de commerce en ligne : Provencia.SHOP[1] et l'Atelier de Gustave[2] :
- Effectif (ensemble du groupe) : 3 300 personnes ;
- Actionnaires (2006) : Groupe Carrefour (50 %)[4] ; famille Rosnoblet.